# Luo Xuejuan
Luo Xuejuan (n. 26 ianuarie 1984, Hangzhou, Republica Populară Chineză) este o înotătoare chineză, medaliată olimpică. A participat la o ediție a Jocurilor Olimpice (2004) în care a câștigat o medalie de aur.